# ریک اسمیتس
ریک اسمیتس (انگلیسی: Rik Smits؛ زاده ۲۳ اوت ۱۹۶۶) یک بازیکن بسکتبال است.